# Zombie (Cocktail)

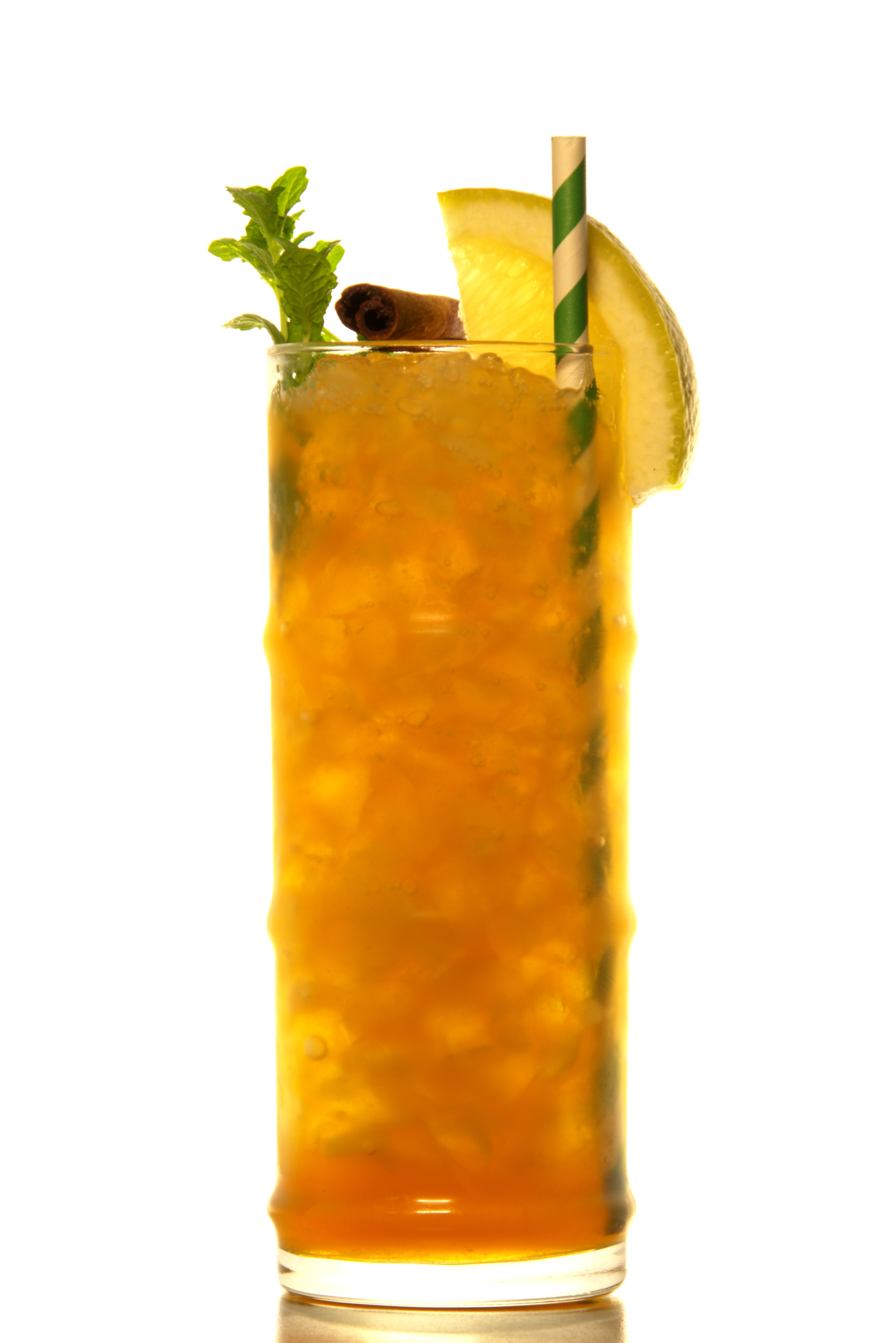
Zombie

Der Zombie (ursprünglich auch Zombie Punch) ist ein sehr starker Cocktail aus Rum und Fruchtsäften, der nach seiner Wirkung auf den Konsumenten benannt wurde und zu den bekanntesten Tiki-Drinks zählt.

## Geschichte
Erstmals tauchte der Zombie als Zombie Punch in den 1930er-Jahren auf und geht auf Donn Beach (eigentlich Ernest Raymond Beaumont-Gantt) zurück, einen Unternehmer, der unter anderem das Restaurant Don the Beachcomber in Hollywood besaß. Angeblich mixte er ihn im Jahr 1934 eines Nachmittags für einen verkaterten Freund, der vor seinem Abflug nach San Francisco in diesem Restaurant vorbeischaute. Nachdem er drei Zombies zu sich genommen hatte, ging er wieder. Als er mehrere Tage später zurückkam, sagte er, er habe sich während des ganzen Flugs wie ein Untoter gefühlt, daher der Name Zombie.
Die genaue Zubereitung der Zombies, die im Don the Beachcomber serviert wurden, blieb seinerzeit unbekannt, da Don seine Rezepturen nicht publizierte. Zudem soll Don sein Rezept im Lauf der Zeit mehrfach variiert haben. Aufgrund des hohen Alkoholgehaltes beschränkte das Don the Beachcomber den Ausschank seines Signature Drinks jahrelang auf zwei Stück pro Gast.

## Zubereitung
Es gibt eine Vielzahl von Rezeptvariationen, denen im Wesentlichen gemeinsam ist, dass sie mindestens drei, oft aber auch fünf oder sechs Sorten Rum enthalten, darunter auch hochprozentige über 70 Volumenprozent. Dazu kommen eventuell Fruchtliköre und verschiedene Arten von Fruchtsäften.  Der sanfte, fruchtige Geschmack bewirkt dann, dass der hohe Alkoholgehalt des Getränks verschleiert wird.
Das Originalrezept des Drinks, der Mitte der 1930er-Jahre im Don the Beachcomber serviert wurde, blieb bis in die 2000er-Jahre unbekannt, da die überlieferten Aufzeichnungen früherer Barkeeper des Lokals einzelne Zutaten nur verschlüsselt aufführten. Recherchen des Cocktailbuch-Autors Jeff Berry zufolge bestand der ursprüngliche Zombie Punch von 1934 aus jeweils ca. 45 ml goldenem puerto-ricanischem Rum sowie goldenem oder dunklem Jamaika-Rum, 30 ml hochprozentigem Demerara-Rum (Lemon Hart 151 mit 75 % vol.),  22,5 ml Limettensaft, 15 ml Falernum, 15 ml „Don’s Mix“ (bestehend aus 2 Teilen Grapefruitsaft und 1 Teil Zuckersirup mit Zimtaroma), 1 BL Grenadine, 6 Tropfen Pernod und 1 Dash Angosturabitter. Alle Zutaten wurden mit etwa 180 ml Crushed Ice im elektrischen Blender kurz gemixt, in ein hohes Becherglas geschüttet, mit frischen Eiswürfeln aufgefüllt und mit einem Minzezweig garniert.